# قصر فيكيو

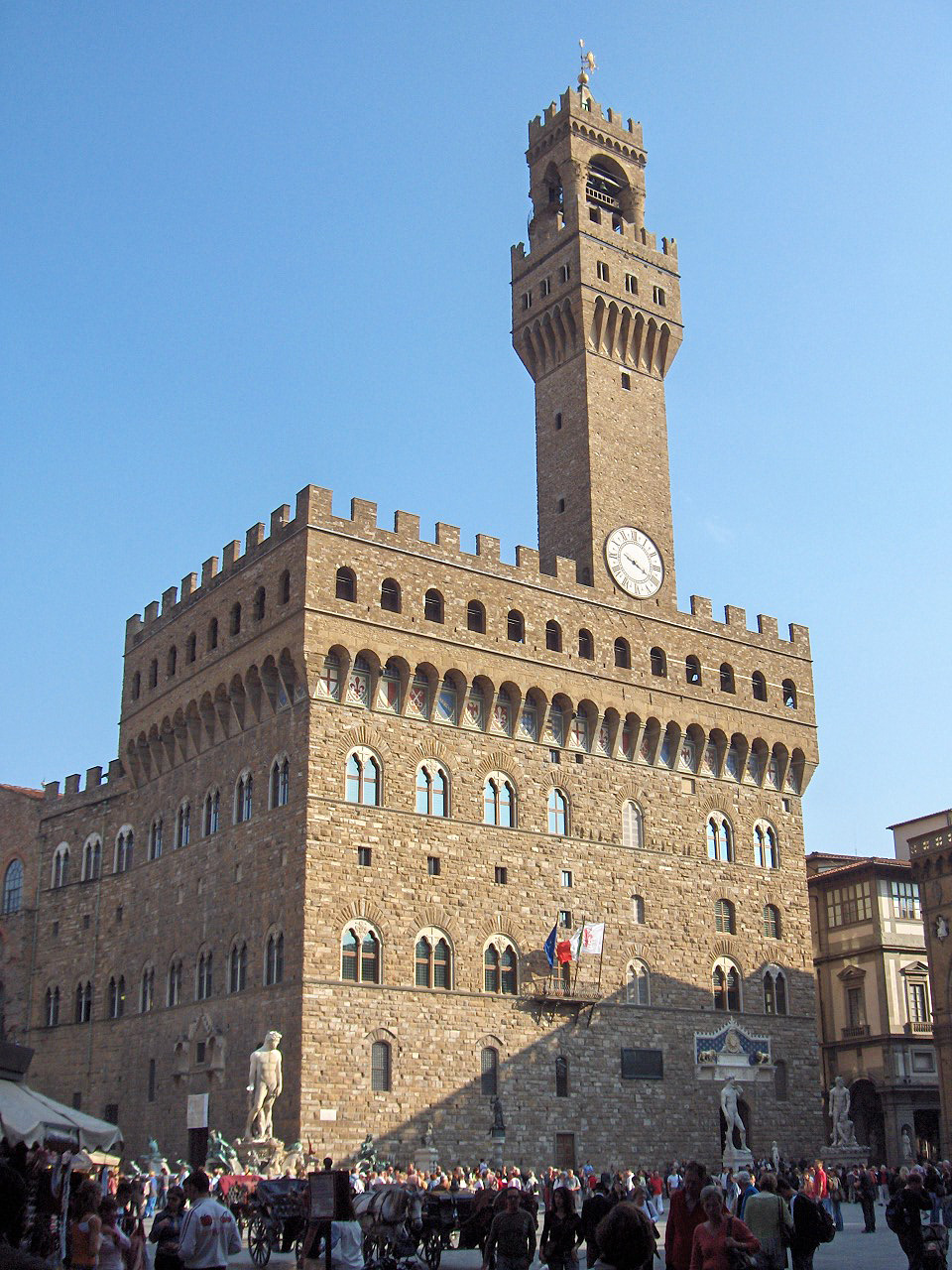
قصر فيكيو مطلا على بياتسا ديلا سنيوريا

قصر فيكيو (بالإيطالية: Palazzo Vecchio)‏ أو القصر القديم هو مبنى بلدية فلورنسا إيطاليا. هذا القصر القلعة الرومنسكي الواسع من بين أكثر المباني إثارة للإعجاب في توسكانا. يطل على على بياتسا ديلا سنيوريا مع نسخة عن تمثال ديفيد لمايكل أنجلو فضلاً عن معرض للتماثيل في لوجيا داي لانزي المجاورة، وهو واحد من الأماكن العامة الأكثر أهمية في إيطاليا.

## معرض صور

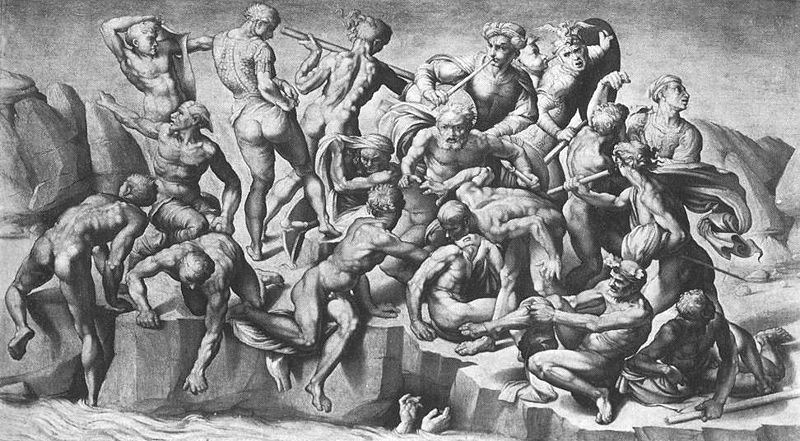
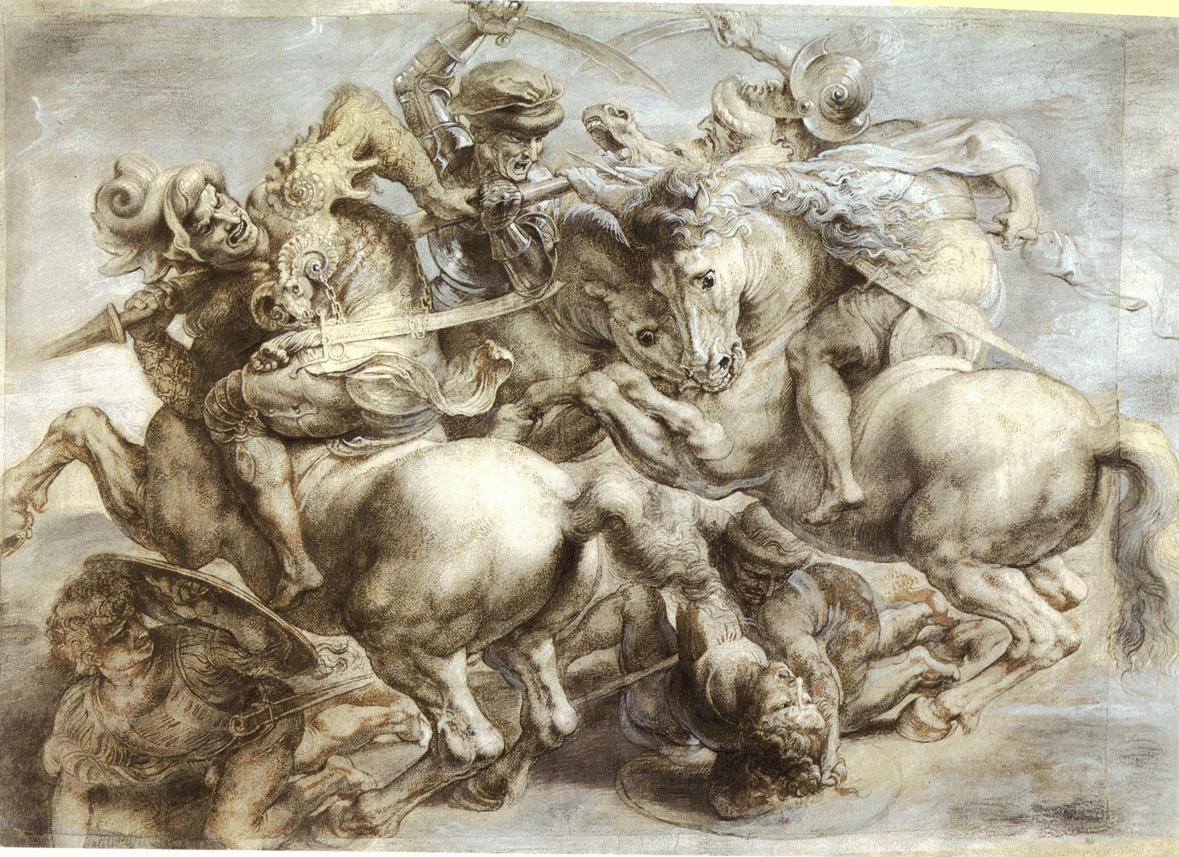
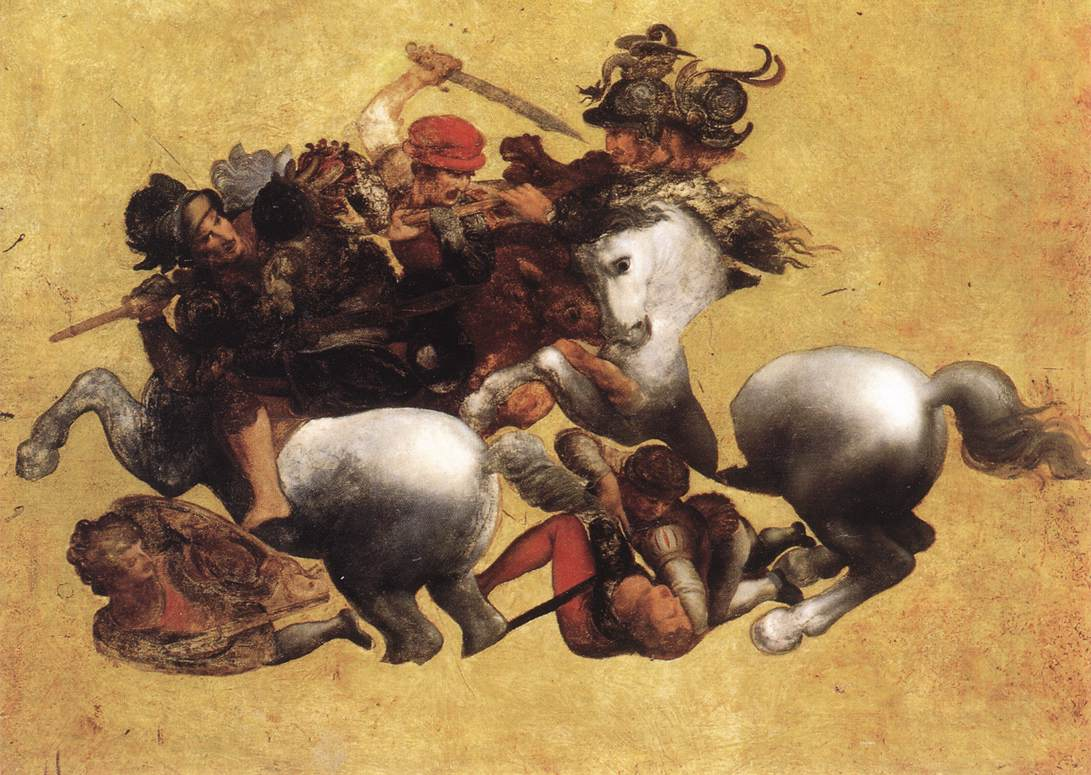